# 서맨사 스미스
서맨사 리드 스미스(영어: Samantha Reed Smith, 1972년 6월 29일 ~ 1985년 8월 25일)는 미국의 평화 운동가이자 배우이며, 냉전이 시작된 이후로 공개적으로 소련을 방문했던 최초의 미국인 민간인이다. 그녀는 미국과 소비에트 연방 간 냉전 시대에 10세의 나이로 소련을 방문하게 된 소녀로 유명하다. 1982년, 스미스는 당시 소련 공산당 서기장에 취임한지 얼마 안 된 유리 안드로포프에게 편지를 보내게 되었고, 편지를 받게 된 안드로포프는 답장을 보내며 그녀를 소련으로 초대한다.
서맨사 스미스는 미국과 소련 양국에서 친선 대사로 언론의 주목을 받았다. 스미스는 소련 방문 당시의 에피소드에 관해 책을 집필하고, 《라임 스트리트》라는 TV 시리즈에서 배우로도 활동했다. 하지만, 13세의 나이로 그녀는 바 하버 에어라인 1808편 추락 사고로 사망했다.

## 당시의 역사적 상황

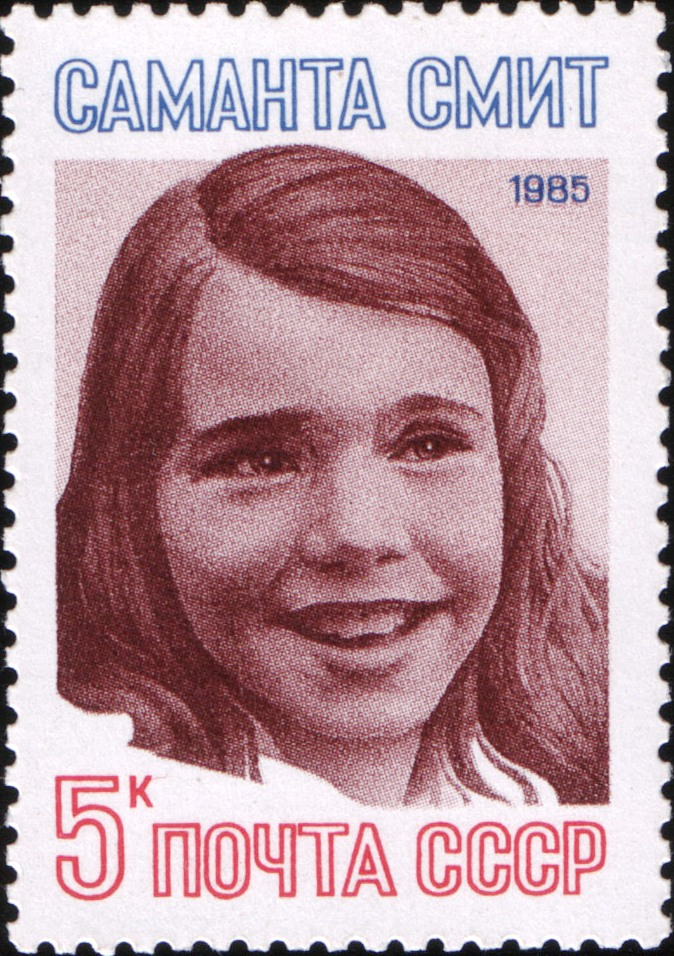
1985년에 소련에서 발행된 서맨사 스미스 기념 우표. 이름이 키릴 문자로 표기되어 있다.

1982년 11월, 소련에서는 레오니트 브레즈네프 서기장이 사망하고 후임으로 유리 안드로포프가 취임하게 되었다. 대체로 서방 언론에서는 새로운 서기장의 취임에 부정적이었고, 세계의 안정을 위협할 존재로서 안드로포프를 평가하였다. 그가 이런 평가를 받는 것도 무리가 아니었는게, 1956년 헝가리 혁명 당시 헝가리 주재 소련 대사로서 헝가리 당국이 강경 진압을 하는데 그가 관여했다고 여겨졌기 때문이었다. 또한 KGB에 재직하고 있을 당시에는 반체제 인사들을 탄압하는 정책을 실시하기도 하였다. 안드로포프는 당시에 "인권을 위한 노력들은 소비에트 연방을 약화시키기 위해 넓게 퍼져있는 제국주의자들의 활동일 뿐이다"라고 말하기도 하였다.
당시 미국과 소련 사이에 널리 퍼져있던 국제적 긴장들은 지구 궤도를 돌고 있던 인공위성들로부터 무기가 발사될 수 있다는 인식에 기초하고 있었다. 두 국가들은 특히 그러한 기술들을 연구하는데 관심을 기울이고 있었던 상황이기도 했다. 그러나 역설적이게도 두 국가 모두 그러한 프로젝트들을 중단시키기 위한 압박에도 시달리고 있는 시기이기도 했다. 미국에서는 로널드 레이건 대통령이 로비스트들의 압박으로부터 벗어나기 위해 시도하고 있었다.
이러한 상황에서 1983년 11월 20일, 십년안에 발발하게 될지도 모르는 핵전쟁을 그린 《그날 이후》(The Day After)가 ABC 방송에 의해 방영되는 동시에 북미와 유럽 권역에서 핵반대 시위가 일어나기도 하였다.
데탕트에 의해 형성되었던 긴장 완화의 분위기는 붕괴되고 있었다. 소련은 RSD-10 파이오니어를, 미국은 순항 미사일과 퍼싱 II 미사일을 상대방을 겨누며 배치하기 시작했다. 소비에트 연방의 아프가니스탄 침공은 국제 긴장을 높이기도 하였다. 이 때, 1982년 11월 22일, 잡지 〈타임〉은 안드로포프 서기장을 커버 스토리(cover story)로 다루게 되는 에디션을 발행하게 되었다. 서맨사 스미스는 이 에디션을 보고 그녀의 어머니에게 "만약 사람들이 그를 두려워 한다면 왜 어느 누구도 그에게 전쟁을 원하는지, 또는 원하지 않는지 편지를 보내 물어보지 않나요?"라고 물어보게 된다. 그녀의 어머니는 그녀에게 "네가 해보지 않겠니?"라고 대답하게 된다.

## 생애

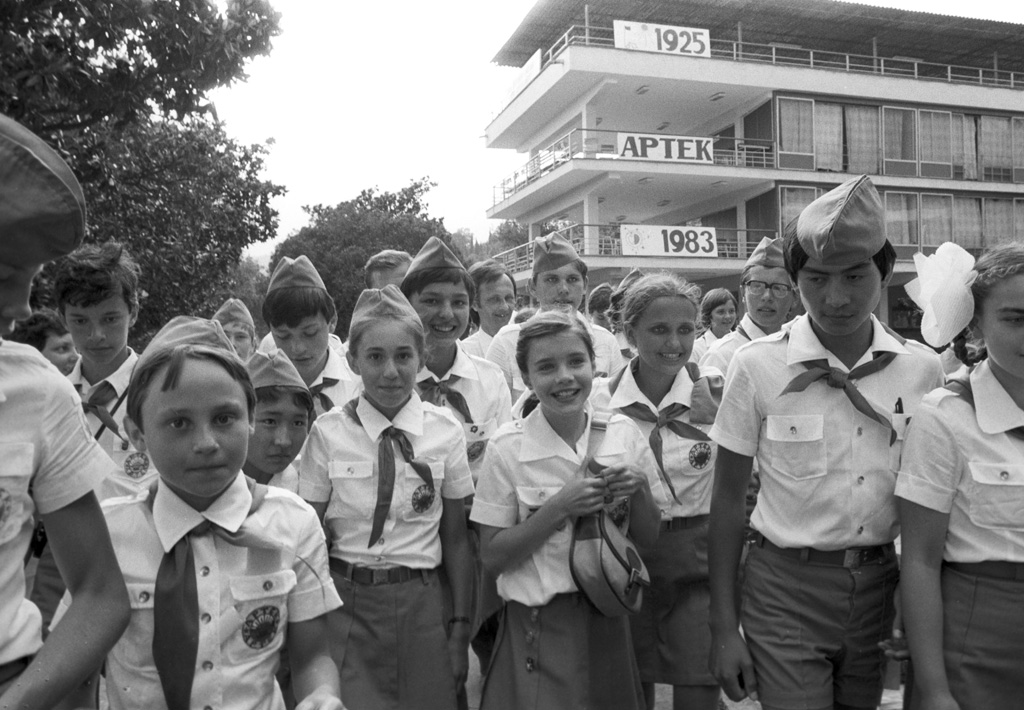
1983년 7월 아르테크를 방문한 서맨사 스미스

서맨사 스미스는 1972년 6월 29일, 캐나다와 미국의 국경에 위치한 메인 주 홀튼의 작은 마을에서 제인 고쇼른과 아서 스미스 사이에서 태어났다. 5살 때, 그녀는 엘리자베스 2세 영국 여왕에게 그녀의 존경을 표하기 위해 편지를 썼다. 스미스가 1980년 봄에 2학년을 마쳤을 때, 가족은 그녀가 맨체스터 초등학교를 다녔던 메인 주 맨체스터에 정착했다. 그녀의 아버지는 홀튼에 있는 리커 칼리지에서 강사로 일했고, 그녀의 어머니는 메인 주의 인사과에서 사회복지사로 일했다.
1982년 11월, 서맨사 스미스의 나이 10살 때, 그녀는 유리 안드로포프 소련 서기장에게 소련과 미국 사이의 긴장 관계를 이해하기 위한 편지를 다음과 같이 보내게 된다.
| “ | 친애하는 안드로포프 서기장님께. 저는 서맨사 스미스이며 10살입니다. 새로운 서기장이 되신것을 축하드립니다. 저는 미국과 소련이 핵 전쟁을 할까봐 걱정해왔습니다. 서기장님은 정말 전쟁을 하길 원하시나요? 만약 그게 아니라면 전쟁을 막기 위해 무엇을 하실건지 답변 부탁드립니다. 여기에 대해 답변하지 않으셔도 되지만, 저는 서기장님이 세계 혹은 최소한 우리 미국을 정복하고 싶어하는 이유에 대해 알고 싶습니다. 신께서는 우리가 싸우지 말고 평화롭게 지내라고 이 세상을 만드셨습니다. 존경하는 마음을 담아, | ” |
|   | — 서맨사 스미스 올림 |   |

편지는 소련의 신문 프라우다에 실리게 된다. 그녀는 편지가 신문에 실렸다는 소식을 듣고 기뻐했으나 답장은 받지 못했다. 그녀는 주미 소련대사에게 편지를 보내 안드로포프 서기장이 대답할 수 있는지 묻기도 하였다. 1983년 4월 26일, 그녀는 마침내 안드로포프 서기장의 답장을 받게 되었다.
| “ | 친애하는 서맨사 양에게. 최근 저는 서맨사 양뿐만 아니라 다른 나라에서도 비슷한 내용의 편지를 받았습니다. 서맨사 양은 마크 트웨인의 유명한 소설책인 <톰 소여의 모험>에 나오는 베키를 닮은, 용감하고 정직한 소녀 같습니다. 이 책은 우리 소련에도 잘 알려져 있으며 모든 사람들에게 사랑받고 있습니다. 서맨사 양은 우리와 미국 사이에 핵 전쟁이 있을지에 대해 불안해 하고 있죠. 그리고 전쟁 발생을 막기 위해 우리가 무엇을 할건지 물어봤습니다. 서맨사 양의 질문은 전세계 사람들이 똑같이 생각하는 것이기에, 저는 정직하게 답하고자 합니다. 예, 서맨사 양. 소련에 있는 우리 모두는 지구상에 전쟁이 발생하지 않도록 어떠한 일이든 하려고 합니다. 이건 모든 소련 사람이 원하는 것이고 우리의 위대한 창시자 레닌이 가르쳐준 것이기도 하죠. 소련 사람들은 전쟁이 얼마나 끔찍한지 알고 있습니다. 42년 전, 세계 정복을 노렸던 나치 독일은 소련을 공격해 수많은 도시와 마을을 불태우고 소련 사람들을 학살했습니다. 결국 그 전쟁에서는 우리가 이겼고, 미국과 동맹 관계에 있었습니다. 소련은 미국과 함께 나치로부터 억압받는 사람들의 해방을 위해 싸웠습니다. 서맨사 양이 학교에서 역사를 배울 때 이 부분을 알았으면 좋겠습니다. 그리고 오늘날 우리는 가깝든 멀든 지구상의 모든 나라가 서로 협력하고 교류하며 평화 속에 살아가길 원합니다. 미국과 같은 큰 나라와는 더더욱 말이죠. 미국과 소련에는 한 번에 수백만명의 사람을 죽일 수 있는 핵무기가 있습니다. 하지만 우리는 결코 핵무기 사용을 원치 않습니다. 소련은 절대로 먼저 핵무기 공격을 하지 않겠다고 엄숙히 선언한 바 있으니까요. 우리는 핵무기 추가 개발을 중단하고 지구에 있는 모든 비축 무기의 폐지를 제안하고 있습니다. 이 정도면 서맨사 양이 '서기장님이 세계 혹은 최소한 우리 미국을 정복하고 싶어하는 이유에 대해 알고 싶습니다.'라고 질문한데 대해서 충분한 답이 되었다고 봅니다. 규모가 크든 작든간에 전쟁을 원하는 사람은 노동자, 농민, 작가, 의사, 어른, 정부 각료 중에 그 누구도 없습니다. 우리는 밀을 경작하고, 무언가를 건설하고 발명하며, 책을 쓰고 우주여행을 하는 그런 평화를 원합니다. 지구상의 모든 이들을 위해, 우리의 아이들을 위해, 또한 서맨사 양을 위해서도요. 만약 서맨사 양의 부모님이 허락한다면, 서맨사 양을 이번 여름의 적절한 시기에 우리 소련으로 초대하고자 합니다. 바다에서 국제 어린이 캠프인 Artek에 방문함과 동시에 서맨사 양은 우리 소련에 대해 알게 될겁니다. 그리고 우리 소련에 있는 모두가 평화를 원하고 서로의 우정을 중시한다는 것을 확인하세요. 편지 주셔서 감사합니다. 서맨사 양의 젊은 시기에 행하는 모든 일이 다 잘되길 바랍니다. | ” |
|   | — 유리 안드로포프. |   |